# Jumala

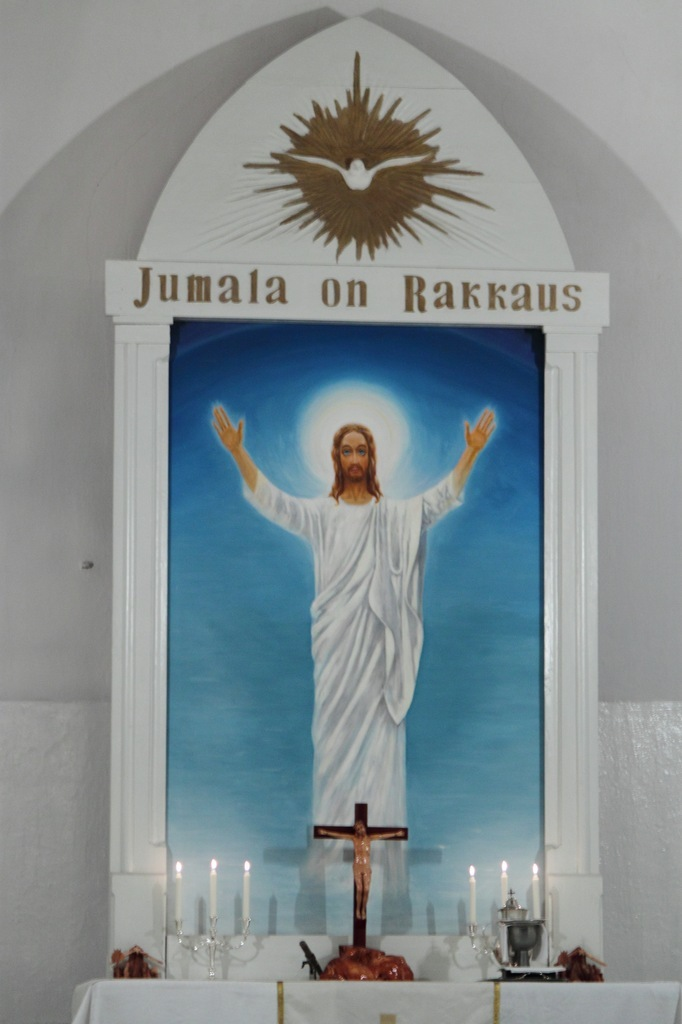
Il termine Jumala scritto per indicare Dio in una chiesa luterana russa, (il testo dell'iscrizione tradotto dice "Dio è amore").

Le divinità pre-cristiane delle popolazioni di lingua ugrofinnica includevano un Dio supremo che a volte era nominato anche come "vecchio del cielo" e Jumala (in lingua finlandese) o Jumal  (in lingua estone) era il termine da essi utilizzato.

Questo termine diventa Jumo nelle lingue del Volga (Mari, Erzya, Mokša) e Jomali per le popolazioni della zona del Dvina denominata Bjarmaland.
Questi termini sembrano derivare dalla radice comune *Juma che è riconducibile alle lingue finnopermiche e non ha corrispondenza nelle lingue ugriche.

Ci sono diverse teorie riguardanti la prima origine della parola ed una di queste indica le lingue baltiche in cui Jumis è il dio della fertilità nella mitologia lettone ed uno delle due divinità gemelle ed entita doppia e paragonabile a Romolo e Remo per i latini ed a Nara-Narayana per le religioni originarie del subcontinente indiano.

Il termine Jumis ha sostituito l'originale parola finnougrica per "cielo" (*Ilma) che è invece conservata nelle lingue sami e permiche e che in finlandese ha assunto il significato di "aria" e di cui il senso più vecchio rimane solo nella divinità Ilmarinen.

## Nella mitologia estone
In Estonia Jumal rappresenta il dio del cielo e si credeva che fosse in grado di rendere fertile la terra tramite la pioggia ed i temporali estivi. Nell'estonia meridionale veniva rappresentato da una statua lignea presente in ogni casa.

## Nella mitologia finlandese
In origine per i finlandesi significava "cielo" ed era usato per indicare lo stesso dio del cielo ed il Dio supremo e dopo la cristianizzazione la medesima parola è rimasta quella con cui si indica Dio. L'origine della parola è sconosciuta ed alcune spiegazioni plausibili fanno pensare che derivi da Jomali (la divinità suprema dei Permiani) e che abbia origine dalla parola estone jume.
Secondo un'altra interpretazione Jumala corrisponde al nome di uno delle due divinita del cielo (l'altro è Ilmarinen) in quanto John Martin Crawford nella prefazione alla sua traduzione del Kalevala dice:
Le divinità finlandesi, come gli antichi dèi dell'Italia, della Grecia, dell'Egitto, dell'India Vedica o di qualsiasi cosmogonia antica, sono generalmente rappresentati in coppie e tutti gli dèi sono probabilmente matrimoniali. Hanno i loro abiti individuali e sono circondati dalle rispettive famiglie poiché in origine i cieli stessi si pensavano divini.
Poi si pensò ad una divinità personale dei cieli ed accoppiata al nome della sua dimora e questa divenne la successiva concezione.
Infine è stato scelto questo dio celeste per rappresentare il Sovrano Supremo ed al cielo, al dio cielo e Dio supremo è stato dato il termine Jumala (inteso come "tuono" e "casa").
Più tardi, il cielo stesso fu chiamato taivas ed il dio del cielo prese il nome di Ukko-Ylijumala (letteralmente "nonno" oppure "vecchio uomo oltredio").
Alla fine però, quando nel Medioevo il cristianesimo ebbe il sopravvento sulla vita religiosa finlandese e gli antichi dèi furono allontanati o consolidati nel pantheon, Jumala divenne il termine finlandese con cui veniva indicato il Dio cristiano.